# Luciano Nobili (calciatore)
Luciano Nobili (Reggio Emilia, 30 gennaio 1933 – Reggio Emilia, 10 dicembre 2016) è stato un calciatore italiano, di ruolo difensore.

## Carriera
Con la maglia del Palermo ha giocato 2 partite in Serie A nella stagione 1956-1957. In Serie B conta 51 presenze con la Reggiana ed in Serie C 105 gare con la stessa squadra emiliana ed il Pescara.

## Palmarès

### Club

#### Competizioni nazionali
- Serie C: 1

Reggiana: 1957-1958